# 高尔高马乔
高尔高马乔，是匈牙利佩斯州所辖的一个村。总面积43.31平方公里，总人口1987，人口密度45.9人/平方公里（2011年1月1日）。